# Lise Van Hecke
Lise Van Hecke est une joueuse belge de volley-ball née le 1er juillet 1992 à Saint-Nicolas. Elle mesure 1,85 m et joue au poste d'attaquante. Elle totalise 28 sélections en équipe de Belgique.

## Clubs
| Club                  | De        | À         |
| --------------------- | --------- | --------- |
| Asterix Kieldrecht    | 2008-2009 | 2010-2011 |
| Tiboni Urbino         | 2011-2012 | 2012-2013 |
| River Volley Piacenza | 2013-2014 | 2014-2015 |
| Osasco Voleibol Clube | 2015-2016 | 2015-2016 |
| Beşiktaş İstanbul     | 2016-2017 | 2016-2017 |
| Volley Pesaro         | 2017-2018 | 2017-2018 |
| Cuneo Granda Volley   | 2018-2019 | 2019-2020 |
| US ProVictoria        | 2020-2021 | …         |

## Palmarès

### Équipe nationale
- Ligue européenne
  - Finaliste : 2013.
- Championnat d'Europe des moins de 18 ans
  - Vainqueur : 2009.

### Clubs
- Championnat de Belgique
  - Vainqueur : 2010, 2011.
- Coupe de Belgique
  - Vainqueur : 2010, 2011.
- Supercoupe de Belgique
  - Vainqueur : 2009.
- Supercoupe d'Italie
  - Vainqueur : 2013, 2014.
- Coupe d'Italie
  - Vainqueur : 2014.
- Championnat d'Italie
  - Vainqueur : 2014.

### Distinctions individuelles
- Championnat d'Europe féminin de volley-ball des moins de 18 ans 2009: Meilleure marqueuse, meilleure attaquante et MVP.
- Championnat du monde de volley-ball féminin des moins de 18 ans 2009: Meilleure marqueuse.
- Championnat du monde de volley-ball féminin des moins de 20 ans 2011: Meilleure marqueuse et meilleure serveuse.
- Championnat d'Europe de volley-ball féminin 2013: Meilleure marqueuse.